# 髄膜腫
髄膜腫（ずいまくしゅ、英語: meningioma）は、脳と脊髄を包む髄膜から発生する腫瘍である。
くも膜表層細胞を主とする数種類の細胞から発生するとされる。数多く存在する組織型により悪性度や予後が異なり、WHOグレードⅠ～Ⅲに分類される。
髄膜腫の危険因子には、放射線治療などによる放射線被曝（特に放射線治療）、家系、神経線維腫症2型、などがあげられる。髄膜腫と携帯電話使用との関係性はないとされている。

## 症状
症状は発生部位と大きさによって異なる。無症状例も多いが、脳への圧迫により痙攣、麻痺、認知症、構音障害、視覚障害、尿失禁などさまざまな症状をきたしうる。また妊娠中に増大することがある。

## 診断・治療
診断は一般的に医用画像による。造影CTおよびMRIが有用である。
症状がない場合は経過観察で済むことが多い。症状がある場合は手術による摘出が考慮される。手術による完全摘出が不可能な場合は放射線治療が有効なことがある。化学療法は無効である。完全摘出できた場合の再発率は20%未満である。ただし、数少ない悪性度の高い髄膜腫は急速に増大し、治療後も再発しやすく予後不良である。

## 疫学
脳腫瘍の30%を占める。米国における発症率は約1000人に1人である。髄膜腫は一般に成人にみられ、60歳代にピークがある。女性の発症率は男性の約2倍である。
1614年、フェリックス・プラターが剖検により髄膜腫を初めて記載したとされる。